# Пашковиці
Пашковиці (пол. Paszkowice) — село в Польщі, у гміні Жарнув Опочинського повіту Лодзинського воєводства.
Населення — 224 особи (2011).
У 1975-1998 роках село належало до Пйотрковського воєводства.

## Демографія
Демографічна структура станом на 31 березня 2011 року:
|          | Загалом | Допрацездатний вік | Працездатний вік | Постпрацездатний вік |
| -------- | ------- | ------------------ | ---------------- | -------------------- |
| Чоловіки | 106     | 22                 | 72               | 12                   |
| Жінки    | 118     | 19                 | 59               | 40                   |
| Разом    | 224     | 41                 | 131              | 52                   |